# Lier (Norwegia)
Gmina Lier (norw. Lier kommune) – norweska gmina leżąca w prowincji (norw. fylke) Buskerud. Jej siedzibą jest miasto Lier.
Lier jest 278. norweską gminą pod względem powierzchni.

## Demografia
Według danych z roku 2005 gminę zamieszkuje 21 725 osób, gęstość zaludnienia wynosi 71,76 os./km². Pod względem zaludnienia Lier zajmuje 41. miejsce wśród norweskich gmin.
| ludność stan na 1 stycznia 2005 |         |           |        |
|                                 | kobiety | mężczyźni | razem  |
| osób                            | 10 745  | 10 980    | 21 725 |
| %                               | 49,46%  | 50,54%    | 100%   |

| wykształcenie stan na 1 października 2004 |            |         |        |          |
|                                           | podstawowe | średnie | wyższe | nieznane |
| osób                                      | 2928       | 9152    | 4277   | 468      |
| %                                         | 17,4%      | 54,4%   | 25,42% | 2,78%    |

## Edukacja
Według danych z 1 października 2004:
- liczba szkół podstawowych (norw. grunnskolar): 13
- liczba uczniów szkół podst.: 3240

## Władze gminy
Według danych na rok 2011 administratorem gminy (norw. rådmann) jest Hans-Petter Christensen, natomiast burmistrzem (norw. ordfører, d. borgermester) jest Ulla Margareta Nævestad.